# Jinsha (sito archeologico)
Jinsha (in cinese 金沙, Jīnshā, "sabbia dorata") è un sito archeologico urbano dell'età del bronzo del Sichuan, Cina, situato nel distretto di Qingyang della Prefettura di Chengdu, edificato sulle sponde del fiume Modi (摸底河).
Il sito di Jinsha fu casualmente scoperto nel febbraio 2001 durante opere di lottizzazione.

## Descrizione del sito
Situato a circa 50 km da Sanxingdui, il sito fiorì attorno al 1000 a.C. e condivide con il sito di Sanxingdui delle similarità nei corredi funebri.
Nel sito sono stati rinvenuti oggetti in avorio, giada, bronzo, oro e pietre incise.
A differenza del sito di Sanxingdui, Jinsha non possedette una cinta muraria.
La cultura di Jinsha (1200–650 a.C.) era una fase finale della cultura di Sanxingdui e rappresenta un ricollocamento del centro politico dell'antico Regno di Shu.